# Oncogenesis
Oncogenesis è una rivista medica ad accesso aperto e sottoposta a revisione paritaria, che tratta della biologia molecolare del cancro. È stata fondata nel 2012 da Douglas R. Green come rivista gemella di Oncogene di cui Green era allora caporedattore. I nuovi articoli vengono pubblicati esclusivamente online dalla Springer Nature su base settimanale.
Il caporedattore è Jan Paul Medema (Università di Amsterdam). Secondo il Journal Citation Reports, nel 2020 Oncogenesis ha avuto un fattore di impatto pari a 7,485, collocandosi al 40º posto su 242 riviste nella categoria oncologica. Al 2025 ha avuto un indice H pari a 72.